# Linia kolejowa Čížkovice – Obrnice
Linia kolejowa Čížkovice – Obrnice (Linia kolejowa nr 113 (Czechy)) – jednotorowa, regionalna i niezelektryfikowana linia kolejowa w Czechach. Łączy Čížkovice i Obrnice. Przebiega w całości przez terytorium kraju usteckiego.